# Anna Kateřina Šporková
Anna Kateřina hraběnka Šporková, provdaná Swéerts-Reist-Šporková (německy Anna Katharina Gräfin von Sporck; 13. dubna 1689 Satalice – 19. května 1754) byla česká šlechtična. Se svým manželem se stala zakladatelkou rodové linie hrabat Swéerts-Šporků.

## Život

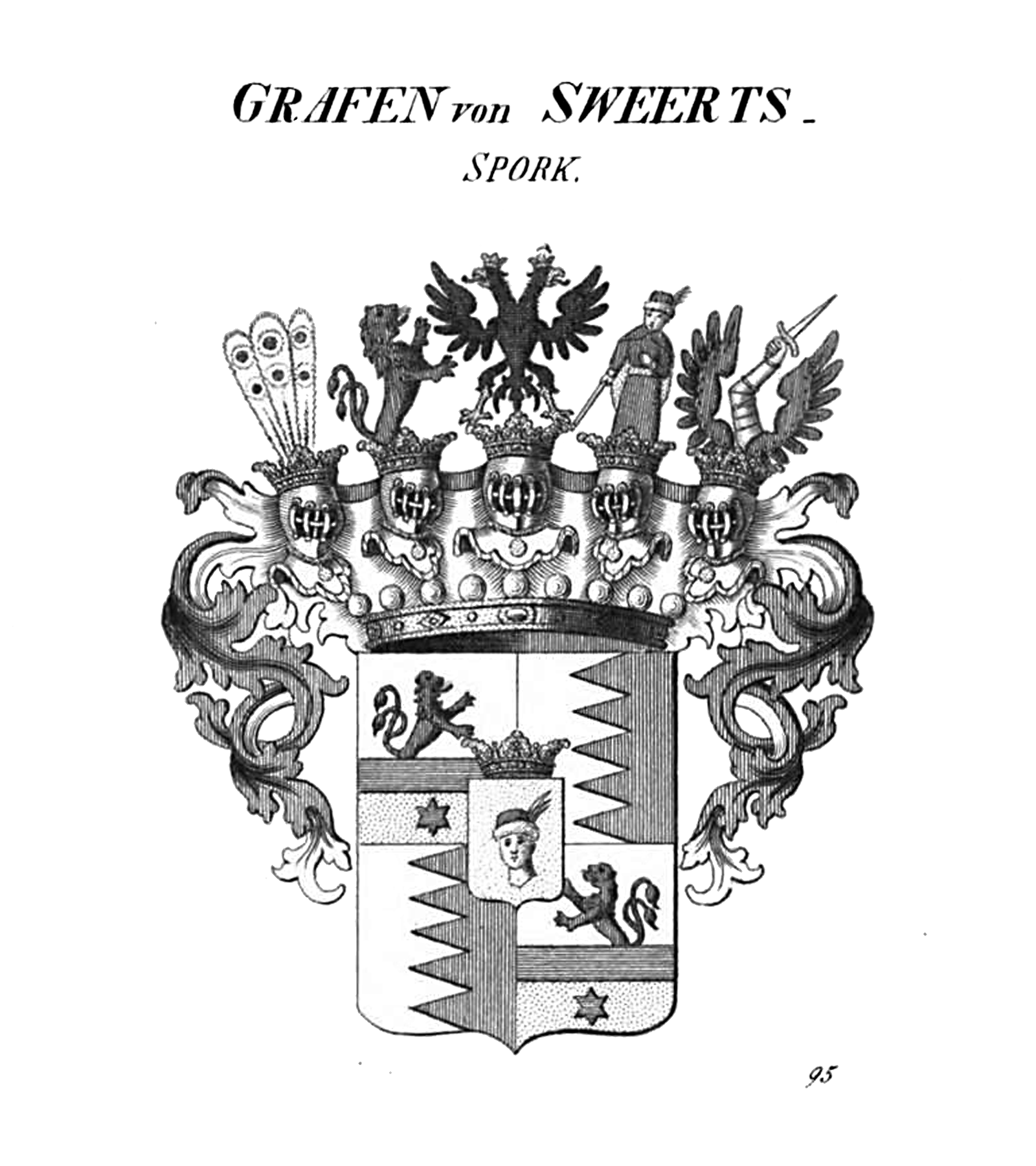
Rodový erb Swéerts-Šporků

Anna Kateřina Františka Šporková se narodila jako mladší dcera hraběte Františka Antonína Šporka a jeho manželky Františky Alžběty Apolonie, rozené svobodné paní Swéertsové. Měla o dva roky starší sestru Marii Eleonoru Františku (1687–1717), která se stala řádovou sestrou anunciátkou a přijala jméno Marie Aloisie Kajetána.
Anna Kateřina se podílela na literární a překladatelské činnosti v tiskárně svého otce.

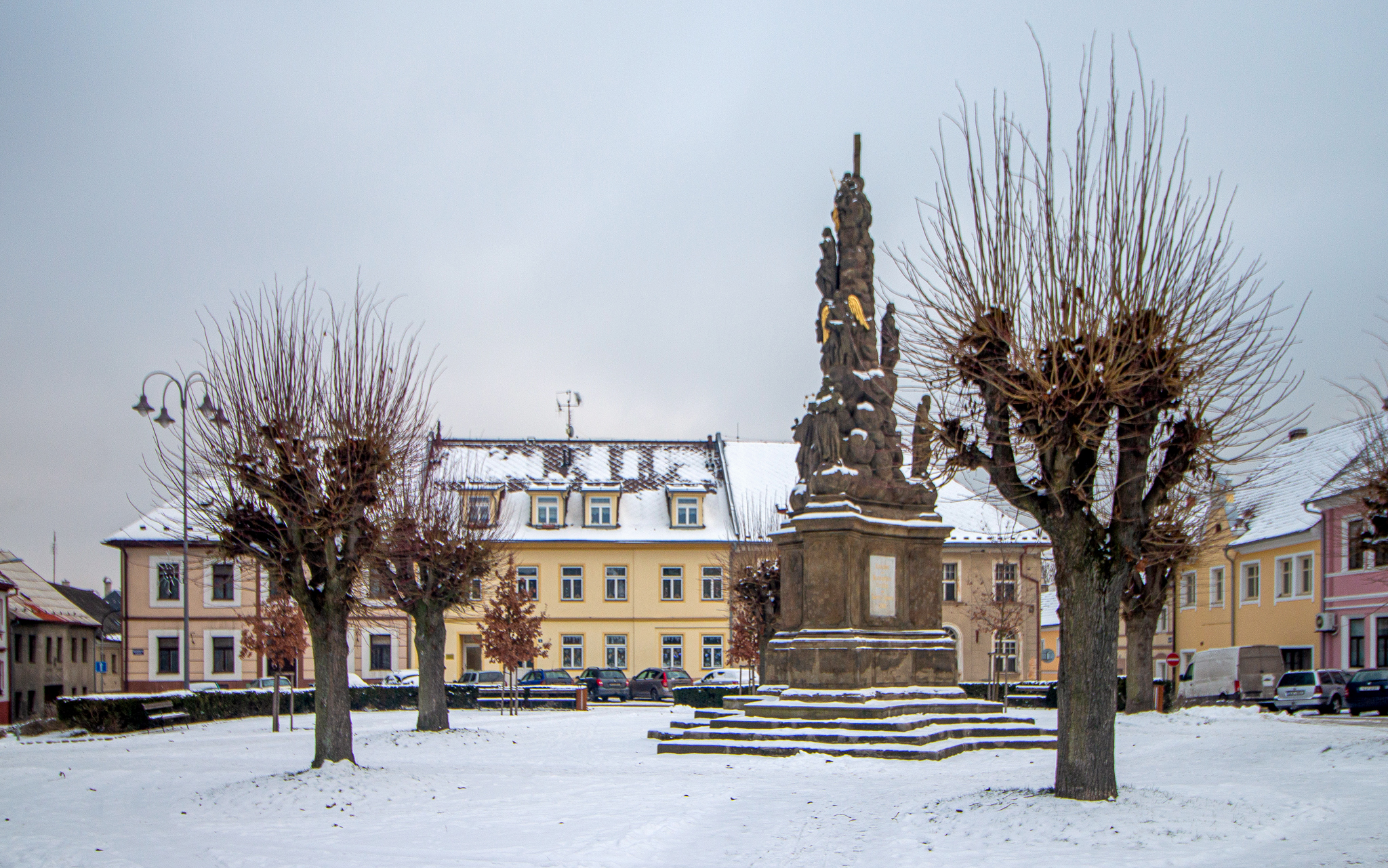
Sloup Nejsvětější Trojice z roku 1726 s připomínkou Anny Kateřiny v Dubé na Českolipsku

### Manželství a potomstvo

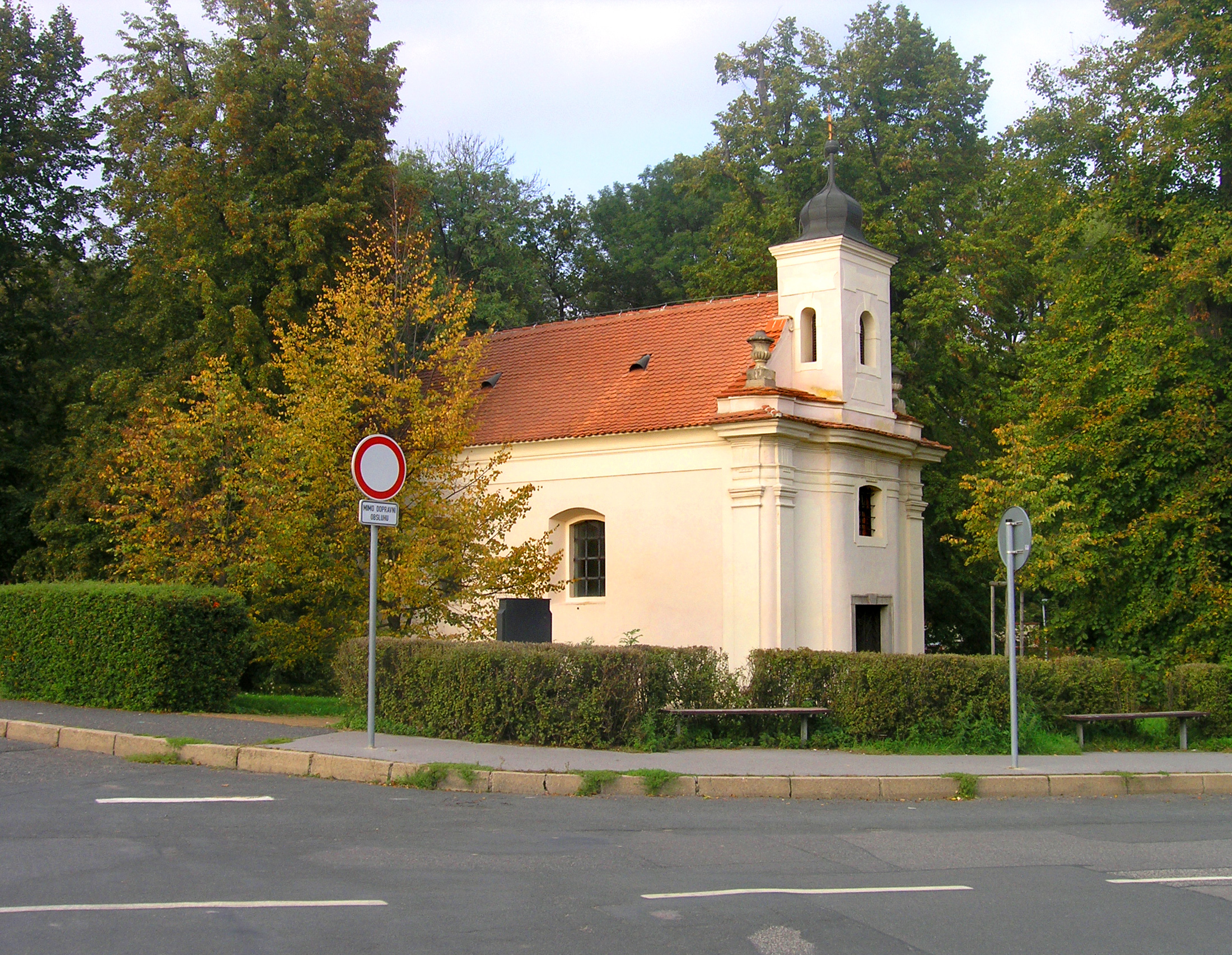
Kaple svaté Anny v pražských Satalicích je připomínkou místa narození Anny Kateřiny Šporkové

Dne 17. dubna 1712 se Anna Kateřina provdala v dosud nevysvěceném kostele Nejsvětější Trojice v Kuksu za svého (oboustranného) bratrance Františka Karla Rudolfa ze Swéerts-Reistu, syna hraběnky Marie Sabiny Šporkové, Anniny tety z otcovy strany a Františka Karla ze Swéerts-Reistu (1654–1692). Pár měl dvě děti:
- Františka Anna (1713–1746)
- Jan František Kristián (1729–1802), císařský tajný rada

Jelikož Annin otec František Antonín neměl žádného mužského potomka, adoptoval v roce 1718 svého zetě/synovce Františka Karla Rudolfa. Ten byl 15. prosince téhož roku císařským diplomem povýšen do českého hraběcího stavu s predikátem Swéerts-Špork. Anna Kateřina a její manžel František Karel Rudolf se tak stali zakladateli hraběcí linie Swéerts-Sporck. Této události je věnována pamětní medaile ve sbírce hraběte Františka Antonína Šporka.